# Microgaster earina
Microgaster earina är en stekelart som beskrevs av Wilkinson 1929. Microgaster earina ingår i släktet Microgaster och familjen bracksteklar. Inga underarter finns listade i Catalogue of Life.